# Iwo Jima
Iwo Jima (of Iwoto, Iwo To) (Japans: 硫黄島, officieel Iōtō, voordien Iōjima) is een Japans eiland. Bestuurlijk valt het eiland, net als de vulkanische Bonin-eilanden tot de subprefectuur Ogasawara. Geologisch vormt het geen deel van de Bonin-eilanden, maar een samenhangende reeks van drie onbewoonde eilanden, de Vulkaan-eilanden, waarvan Iwo Jima het grootste eiland is. De eilandengroep ligt 1200 km ten zuiden van Tokio, 1100 km ten noorden van Guam en halverwege Tokio en Saipan. Iwo To betekent zwaveleiland. Deze stof komt in grote hoeveelheden op het eiland voor. Het eiland meet slechts acht kilometer in de lengte, de oppervlakte is 23 vierkante kilometer. In het zuiden is de slapende vulkaan Suribachi het hoogste punt van het eiland, het midden van het eiland is relatief vlak terwijl het noorden weer een hoger punt kent.

## Tweede Wereldoorlog
Tijdens de Tweede Wereldoorlog was Iwo Jima zowel voor de Amerikanen als de Japanners belangrijk. Het eiland bezat namelijk twee vliegvelden en een derde was in aanleg. De Japanners gebruikten het eiland om bommenwerpers op weg naar het Japanse vasteland te onderscheppen en de Amerikanen wilden het graag in handen hebben als 'springplank' voor deze zelfde bommenwerpers. Hierdoor is het eiland vooral bekend door de grote Amerikaanse landing op het eiland waarbij de Verenigde Staten de strategische locatie veroverden op Japan. Een van de bekendste foto's uit de Tweede Wereldoorlog is tijdens deze landing gemaakt. Sinds 1968 is het eiland weer onderdeel van Japan. Op 18 juni 2007 besliste het Japans Geografisch Instituut om het eiland zijn oorspronkelijke naam Iwo To (Iwoto, zwaveleiland) terug te geven.

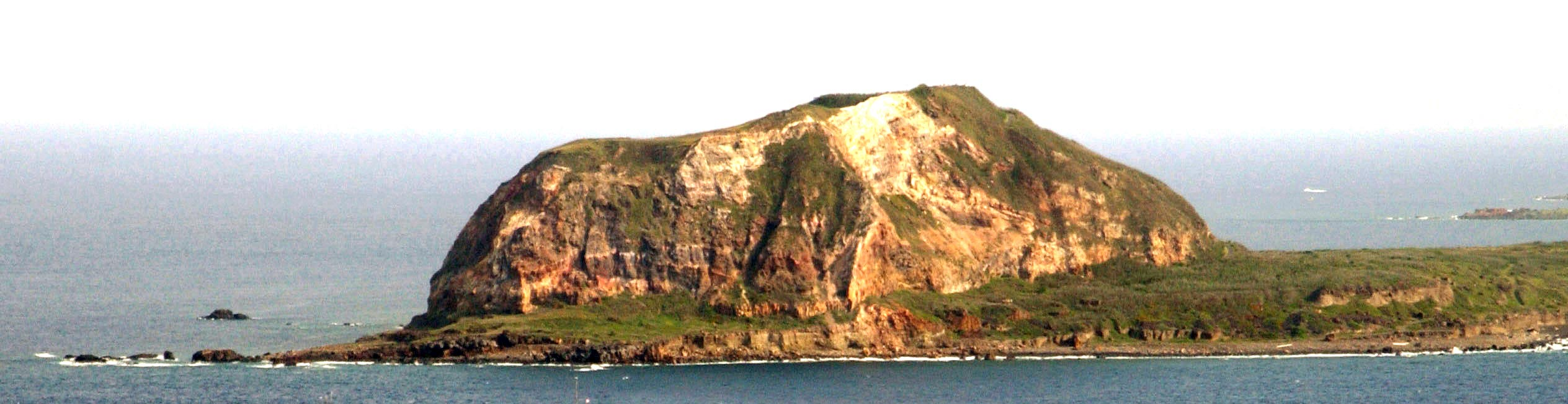
De slapende vulkaan Suribachi